# Cmentarz żydowski w Bakałarzewie
Cmentarz żydowski w Bakałarzewie – został założony pod koniec XVIII wieku. Kirkut znajduje się około 450 m na południowy zachód od Rynku, znajduje się na wschodnim brzegu jeziora Sumowo, w obrębie działki geodezyjnej nr 593 i zajmuje powierzchnię 1,05 ha na której zachowało się około dwudziestu nagrobków z inskrypcjami w języku hebrajskim. 
Dokładna data powstania cmentarza nie jest znana. Wiadomo, że istniał w 1839 roku. W 1864 roku był ogrodzony drewnianym parkanem. Cmentarz był użytkowany do końca 1939 roku. W 1964 roku Minister Gospodarki Komunalnej podpisał zarządzenie o zamknięciu cmentarza. 
Nagrobki zostały wykonane z granitu i piaskowca i pochodzą z przełomu XIX i XX wieku, najstarsza zidentyfikowana macewa upamiętnia Mosze syna Cwi Segala, zmarłego w dniu 14 siwan 5614 r. (10.06.1854). Cmentarz jest nieogrodzony.